# Liste der württembergischen Gesandten in Preußen
Dies ist eine Liste der Gesandten des Herzog-, (ab 1803) Kurfürstentum und (ab 1806) Königreich Württemberg in Preußen, ab 1867 beim Norddeutschen Bund und ab 1871 im Deutschen Reich. 
Die württembergische Gesandtschaft befand sich seit dem Ende des 19. Jahrhunderts in der Berliner Voßstraße 10; das Gebäude wurde 1938 abgerissen.

## Gesandte
um 1720: Aufnahme diplomatischer Beziehungen
- ca. 1720: Johannes Nathanael von Schunck
- ca. 1730–1733: Friedrich Heinrich von Seckendorff
- 1741–1744: Johann Eberhard Georgii
- 1744–1749: Christoph Dietrich von Keller
- ca. 1751–1757: Gottfried von Hochstetter
- ca. 1793–1794: Tobias Faudel
- ca. 1795: Reckert
- ca. 1799: Johann Karl Christoph von Seckendorff
- ca. 1800–1801: Ferdinand Friedrich von Nicolai
- 1801–1803: August Friedrich von Batz
- 1803–1806: Gustav Heinrich von Mylius
- 1807–18??: Hans Hermann von Wimpffen
- 1811–1813:  Carl Philipp von Kaufmann, Legationsrat
- 1814–1815: Friedrich Wilhelm Carl von Scheeler
- 1815–1815: Franz Josef Ignaz von Linden, Legationssekretär
- 1815–1816: Karl August von Neuffer, Generalmajor und Gesandter
- 1816–1816 Franz Josef Ignaz von Linden, Legationssekretär
- 1816–1817: Gottfried Jonathan von Hartmann, Legationssekretär
- 1817–1820: Friedrich von Phull, Generalleutnant
- 1820–1820: Ulrich Lebrecht von Mandelsloh  (interimistisch)
- 1821–1824: Karl Friedrich Wagner, Legationsrat
- 1820–1825: Georg Ernst Levin von Wintzingerode
- 1825–1844: Friedrich Wilhelm von Bismarck
- 1826–1829: August von Blomberg, Legationsrat
- 1830–1844: Franz a Paula von Linden, Legationsrat
- 1844–1845: Julius von Maucler
- 1846–1850: Ludwig von Reinhard
- 1850–1852: Karl Eugen von Hügel
- 1852–1866: Franz a Paula von Linden
- 1866–1880: Karl von Spitzemberg
- 1881–1886: Fidel von Baur-Breitenfeld
- 1887–1889: Ferdinand von Zeppelin
- 1890–1893: Rudolf Moser von Filseck
- 1894–1918: Axel Varnbüler von und zu Hemmingen
- 1918–1924: Karl Hildenbrand
- 1924–1933: Otto Bosler

1933: Auflösung der Gesandtschaft